# (10077) Raykoenig
(10077) Raykoenig est un astéroïde de la ceinture principale découvert en 1989.

## Description
(10077) Raykoenig a été découvert le 26 octobre 1989 à Kushiro (Japon) par Seiji Ueda et Hiroshi Kaneda.

### Caractéristiques orbitales
L'orbite de cet astéroïde est caractérisée par un demi-grand axe de 2,56 ua, un périhélie de 2,27 ua, une excentricité de 0,11 et une inclinaison de 10,27° par rapport à l'écliptique. Du fait de ces caractéristiques, à savoir un demi-grand axe compris entre 2 et 3,2 ua et un périhélie supérieur à 1,666 ua, il est classé, selon la JPL Small-Body Database, comme objet de la ceinture principale.

### Caractéristiques physiques
(10077) Raykoenig a une magnitude absolue (H) de 13,1 et un albédo estimé à 0,079.